# María Elena (Chile)
María Elena es un pueblo y comuna situada en la Región de Antofagasta, en la provincia de Tocopilla, en el Norte Grande de Chile. La capital de la comuna es María Elena. Integra junto con las comunas de Calama, Ollagüe, San Pedro de Atacama y Tocopilla el distrito electoral N.º 3 y pertenece a la 2.º circunscripción senatorial. Tiene una superficie de 12 197,2 km² y cuenta con una población de 6457 habitantes según el Censo del año 2017.

## Historia
María Elena debe su nombre a Mary Ellen Condon, esposa del primer administrador de la planta, Elías Cappelens Smith. Originalmente, el nombre de la oficina era Coya Norte. Emplazada en terrenos comprados por la a compañía Anglo Chilean Consolidated Nitrate Corporation al Fisco en 1924, fue inaugurada en 1926, con el sistema de extracción de salitre patentado por Guggenheim Brothers y que reemplazó al sistema Shanks. Junto con la desaparecida Pedro de Valdivia, construida en 1931, fueron las más grandes oficinas salitreras construidas, con una producción conjunta que sobrepasaba el millón de toneladas por año.
Tras una fusión, la empresa pasó a manos de la Compañía Salitrera Anglo Lautaro, la que en 1968 junto a la estatal Corfo formó la Sociedad Química y Minera de Chile (SQM). En 1971 fue estatizada por el presidente Salvador Allende, quedando al alero de Corfo. En 1979 se creó el municipio de María Elena, dentro de los terrenos de SQM y absorbiendo parte importante de la antigua comuna de Toco. Tras la privatización de la empresa en 1980, la mayoría de los terrenos y edificios del pueblo permanecieron como propiedad de SQM y no del Estado chileno.
A partir de 1996, se transformó en la única oficina salitrera activa del país, tras el cierre definitivo de la oficina salitrera Pedro de Valdivia. Después del cierre de esta última oficina, muchos de los trabajadores y sus familias, fueron reubicados en María Elena. Otros prefirieron emigrar a las ciudades cercanas como Antofagasta, Tocopilla o Iquique, o simplemente emigraron a las tierras de sus abuelos que en su mayoría provenían del Norte Chico.
El año 1977, el investigador pampino Claudio Castellón Gatica, fundó el Museo Antropológico, permitiendo que los eleninos y el país accedieran a conocer el pasado prehispánico de esta comuna

### Terremoto de 2007
El miércoles 14 de noviembre de 2007, a las 12:47 (aproximadamente), un fuerte sismo con epicentro a 80 km al norte de María Elena, alcanzó una intensidad de 7.7 grados en la escala de Richter, afectando sobre todo a las ciudades de la Región de Antofagasta, sin embargo, este se sintió desde el sur del Perú hasta Valparaíso, por el oeste, hasta Bolivia, norte de Argentina, Paraguay y centro-este del Brasil, con diversas intensidades.
La casi totalidad de las viviendas antiguas se derrumbaron o quedaron inhabitables y el hospital local se derrumbó casi por completo.

## Medio ambiente

### Geomorfología y componentes abióticos

Trazado simplificado de los ecosistemas y cuerpos de agua presentes en la comuna de María Elena.

La comuna de María Elena se encuentra emplazada en las unidades geomorfológicas de Pampa del Tamarugal, Cordillera de la costa, Desierto de Atacama, Pediplanos, glacis y piedemont y Precordillera río Loa superior;
Presenta según la clasificación climática de Köppen clima de tundra de lluvia estival (ET (w)), clima desértico cálido (BWh), clima desértico frío (BWk), clima desértico frío de lluvia estival (BWk (w)), clima semiárido (BSk) y clima semiárido de lluvia estival (BSk (w)).
María Elena es una comuna con un clima desértico que dura todo el año, presentando nulas precipitaciones; en promedio, anualmente hay alrededor de 3 mm de precipitaciones. La temperatura media anual en María Elena se encuentra a 16.1 °C. 
| Parámetros climáticos promedio de María Elena                          | Parámetros climáticos promedio de María Elena | Parámetros climáticos promedio de María Elena | Parámetros climáticos promedio de María Elena | Parámetros climáticos promedio de María Elena | Parámetros climáticos promedio de María Elena | Parámetros climáticos promedio de María Elena | Parámetros climáticos promedio de María Elena | Parámetros climáticos promedio de María Elena | Parámetros climáticos promedio de María Elena | Parámetros climáticos promedio de María Elena | Parámetros climáticos promedio de María Elena | Parámetros climáticos promedio de María Elena | Parámetros climáticos promedio de María Elena |
| Mes                                                                    | Ene.                                          | Feb.                                          | Mar.                                          | Abr.                                          | May.                                          | Jun.                                          | Jul.                                          | Ago.                                          | Sep.                                          | Oct.                                          | Nov.                                          | Dic.                                          | Anual                                         |
| ---------------------------------------------------------------------- | --------------------------------------------- | --------------------------------------------- | --------------------------------------------- | --------------------------------------------- | --------------------------------------------- | --------------------------------------------- | --------------------------------------------- | --------------------------------------------- | --------------------------------------------- | --------------------------------------------- | --------------------------------------------- | --------------------------------------------- | --------------------------------------------- |
| Temp. máx. abs. (°C)                                                   | 38                                            | 38                                            | 36                                            | 34                                            | 30                                            | 28                                            | 30.6                                          | 28.2                                          | 29.6                                          | 32                                            | 34                                            | 36                                            | 38                                            |
| Temp. máx. media (°C)                                                  | 25.4                                          | 25.3                                          | 24.1                                          | 22.3                                          | 20.0                                          | 18.2                                          | 17.8                                          | 18.4                                          | 20.3                                          | 21.4                                          | 22.8                                          | 24.5                                          | 21.7                                          |
| Temp. media (°C)                                                       | 19.9                                          | 19.8                                          | 18.6                                          | 16.7                                          | 14.4                                          | 12.6                                          | 12.3                                          | 13.0                                          | 14.7                                          | 15.8                                          | 17.2                                          | 18.7                                          | 16.1                                          |
| Temp. mín. media (°C)                                                  | 14.5                                          | 14.4                                          | 13.2                                          | 11.2                                          | 8.9                                           | 7.0                                           | 6.9                                           | 7.6                                           | 9.2                                           | 10.3                                          | 11.7                                          | 12.9                                          | 10.7                                          |
| Temp. mín. abs. (°C)                                                   | 3                                             | 0.8                                           | 0.7                                           | -2.4                                          | -7                                            | -7.8                                          | -9.6                                          | -6.6                                          | -4.7                                          | -2.3                                          | 0                                             | 1                                             | -9.6                                          |
| Precipitación total (mm)                                               | 2                                             | 0                                             | 0                                             | 0                                             | 0                                             | 0                                             | 0                                             | 0                                             | 1                                             | 0                                             | 0                                             | 0                                             | 3                                             |
| Fuente: Climate-data.org( http://es.climate-data.org/location/149806/) |                                               |                                               |                                               |                                               |                                               |                                               |                                               |                                               |                                               |                                               |                                               |                                               |                                               |

Esta además se halla entre las cuencas hidrográficas de Costeras del río Loa y Quebrada Caracoles, Quebrada Caracoles y río Loa. Además, la comuna posee diversos cuerpos de agua, entre los que se destacan el río San Salvador y el río Loa.

### Componentes bióticos
Dentro del territorio de la comuna se pueden hallar los siguientes ecosistemas:
- Bosque espinoso tropical interior donde predominan Geoffroea decorticans y Prosopis alba (Preocupación menor)
- Desierto tropical interior con vegetación escasa (Preocupación menor)
- Matorral bajo desértico tropical andino donde predominan Atriplex imbricata y Acantholippia deserticola (Preocupación menor)
- Matorral bajo desértico tropical interior donde predominan Adesmia atacamensis y Cistanthe salsoloides (Preocupación menor)
- Matorral bajo tropical andino donde predominan Fabiana denudata y Chuquiraga atacamensis (Vulnerable)
- Matorral bajo tropical andino donde predominan Fabiana squamata y Festuca chrysophylla (Vulnerable)
- Matorral bajo tropical andino donde predominan Mulinum crassifolium y Urbania pappigera (Vulnerable)
- Matorral desértico tropical interior donde predominan Atriplex atacamensis y Tessaria absinthioides (Preocupación menor)

### Medidas de protección ambiental y conflictos socioambientales
Hasta 2022, la comuna de María Elena cuenta con un área territorial destinada a la protección ambiental:
- Oasis de Quillagua (Sitios Ley 19.300)[12]

## Demografía

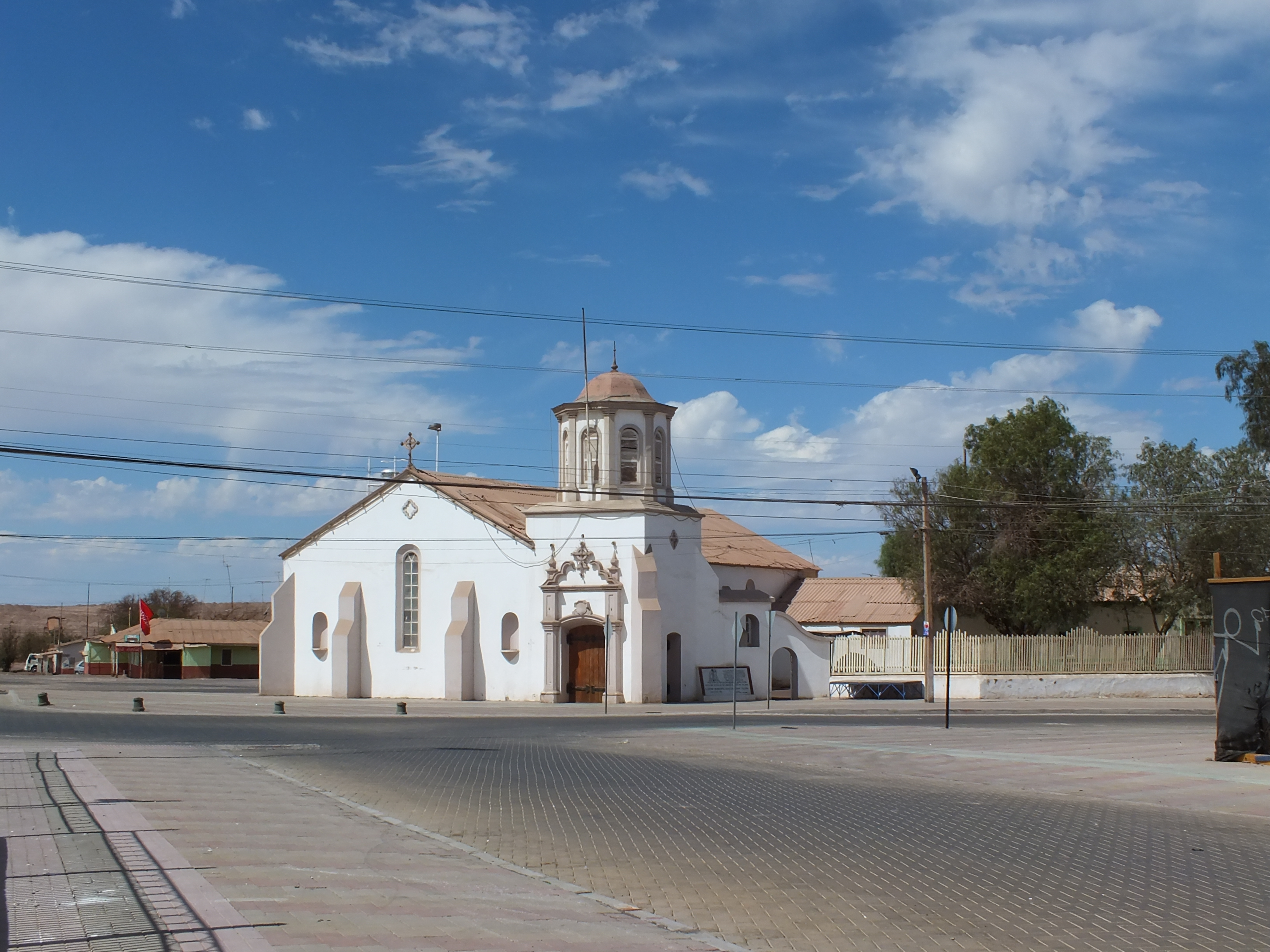
Iglesia en María Elena.

La comuna tenía 13.765 habitantes para el censo del año 1992, disminuyendo a 6.457 para el de 2017, lo que la convierte en la comuna con mayor disminución porcentual de habitantes en los últimos 25 años.
La comuna de María Elena se divide en los siguientes distritos:
| Distrito          | Población (2002) | Superficie  |
| ----------------- | ---------------- | ----------- |
| Quillagua         | 400 hab.         | 4.014,7 km² |
| Rica Aventura     | 763 hab.         | 1.480,0 km² |
| Toco              | 526 hab.         | 1.937,5 km² |
| María Elena       | 4.596 hab.       | 1.475,0 km² |
| Francisco Vergara | 872 hab.         | 805,0 km²   |
| Pedro de Valdivia | 937 hab.         | 2.485,0 km² |

## Administración

### Municipalidad
La Ilustre Municipalidad de María Elena es dirigida por el alcalde Omar Norambuena Rivera (Ind/UDI), el cual es asesorado por los concejales:
- Juan Carlos Viera Bugueño
- Carmen Miranda Caimanque (DC)
- Raúl Puebla González
- Miguel Guerrero Guerrero
- Cristian Gallardo Gallardo
- Carmen Gloria Zamora Acuña

### Representación parlamentaria
María Elena pertenece al distrito electoral n.º 3 y a la 2.ª circunscripción senatorial (Antofagasta). Es representada en la Cámara de Diputados del Congreso Nacional por los diputados Catalina Pérez (RD), Sebastián Videla Castillo (IND-PL), Yovana Ahumada Palma (PDG), Jaime Araya Guerrero (PPD-IND) y José Miguel Castro (RN). A su vez, es representada en el Senado por los senadores Esteban Velásquez (FREVS), Pedro Araya Guerrero (independiente), Paulina Núñez Urrutia (RN) y Alejandro Guillier (Ind. pro-PR).

## Economía
En 2018, la cantidad de empresas registradas en María Elena fue de 41. El Índice de Complejidad Económica (ECI) en el mismo año fue de -0,93, mientras que las actividades económicas con mayor índice de Ventaja Comparativa Revelada (RCA) fueron Transmisión de Energía Eléctrica (499,06), Envasado de Agua Mineral Natural, de Manantial y Potable Preparada (75,4) y Venta al por Menor de Artículos Electrodomésticos y Electrónicos para el Hogar (8,89).

### Energías renovables
La comuna, al igual que todo el norte de Chile, posee un alto potencial para la generación de energía solar, tipo de energía que ha sido ampliamente utilizada desde los años 50 en Coya Sur, mediante el Sistema de Evaporación solar creado por el Ingeniero estadounidense Dr. Edgar Stanley Freed, que permite extraer diversas sales, y que se utiliza principalmente para la extracción de nitrato de potasio (KNO3) de parte de SQM. En mayo de 2015, la compañía estadounidense SunEdison inauguró "María Elena", la primera planta de energía solar fotovoltaica de la comuna, con una capacidad de 72,8 MW y que se encuentra conectada al Sistema Interconectado del Norte Grande (SING),así también la planta solar más grande de sudamericana en su momento P.F.V Finis Terrae con 160 MW, contribuyendo así a la generación de energías renovables en Chile para el sector eléctrico. Adicionalmente, dentro del área comunal se está construyendo la planta solar Cerro Dominador, la primera central térmica solar de América Latina, proyecto ejecutado por las multinacionales españolas Abengoa y ACCIONA Industrial y que forma parte del Complejo Solar Atacama 1.

## Deportes

### Fútbol
Municipal María Elena participó en la ediciones 2010, 2011 y 2012 del Torneo AFUNOR.

## Medios de comunicación

### Radioemisoras
- 88.3 MHz - Mi SQM Radio.
- 92.5 MHz - Radio Nueva Coya (Radio Local) y 94.5 MHz en Tocopilla. (Repetidor).
- 105.9 MHz - Mi SQM Radio.

### Televisión
- 5.1 - Chilevision HD
- 5.2 - UChile TV
- 7.1 - TVN HD
- 7.2 - NTV
- 11.1 - Canal 13 HD
- 11.2 - T13 En Vivo

## En la cultura popular
María Elena es escenario secundario en la novela de Hernán Rivera Letelier, El fantasista, donde la selección de fútbol de la oficina se enfrenta al equipo de la oficina de Coya Sur cuando esta estaba a punto de cerrar. En la novela, a los habitantes de María Elena les llamaban los cometierra debido a que en María Elena se encontraban las máquinas moledoras y el pueblo vivía con una nube de polvo.